# Troms fylke
Troms fylke (nordsamiska: Romssa fylka, kvänska: Tromssan fylkki) är Norges näst nordligaste fylke, beläget mellan Nordland fylke i sydväst och Finnmark fylke i nordost. Det är det enda fylket som gränsar till såväl Sverige som Finland. Den 1 januari 2017 hade fylket 165 632 invånare och en total area på 25 877 km². Fylket är namngivet efter ön Tromsøya. 
Troms fylke har från 2006 ett officiellt samiskt namn, Romssa fylka. De två namnen är jämställda. Lagen slår fast att samiska och norska är likvärdiga språk, och inom ett närmare definierat förvaltningsområde är samiska jämställt med norska i offentliga sammanhang.
Troms fylke har 21 kommuner. Fylkeskommunens och fylkesmannens administration ligger i Tromsø som också är utbildningscentrum med universitet och högskolor.

## Geografi
Fylket har en lång kust med många fjordar och öar. De största öarna, räknat från söder är, Hinnøya, (1/3 del i Troms fylke), Senja, Kvaløya, Ringvassøya, Vannøya (Vanna) och Arnøya. Några av de största fjordarna är Andfjorden och Vågsfjorden i söder samt Malangen, Balsfjorden, Ullsfjorden, Lyngen och Kvænangen i norr. 
Lyngsalperna, som ligger mellan fjordarna Ullsfjorden och Lyngen, är ett "landskapsvernområde". Här finner man bland annat fylkets högsta berg, Jiehkkevárri (1.834 meter över havet), med ett rikt och varierat fågelliv samt samiska, kvänska och norska kulturminnen. Lyngsalperna är mycket besökt av turister, speciellt av klättrare och extremskidåkare.
Vegetationen är sparsam i de yttersta delarna, men i de inre delarna av fylket finns stora områden med produktiva skogs- och jordbruksområden. 
Tromsø hade 2006 41,4 % av invånarna i fylket.

## Historia
Troms fylke bildades 1866, då dåvarande Finnmarkens amt delades i Tromsø amt respektive Finnmarkens amt. 1919 fick fylket fick sitt nuvarande namn. 

### Troms og Finnmark fylke
Stortinget beslutade[när?] att Troms fylke skulle slås samman med Finnmark fylke till storfylket Troms og Finnmark. På samiska blev namnet Dávvin, som betyder längst upp i nord. Det kvänska namnet blev Ruijua, som betyder nordlyslandet / «det nordligste». Avtalet för sammanslagningen blev framförhandlat den 15 februari 2018. Finnmarks Arbeiderparti röstade nej till avtalet.
Den 1 januari 2020 inrättades Troms og Finnmark fylke genom sammanslagning av Troms fylke och Finnmark fylke. Från och med 2020 och fram till 31 december 2023 var Troms en del av den sammanslagna fylkeskommunen Troms og Finnmark.
De lokalpolitiska myndigheterna i det nya sammanslagna fylket godtog inte sammanslagningen och sökte i juni 2020 om att upphäva sammanslagningen. I juni 2022 godkände Stortinget uppdelningen. Det tidigare fylket Troms og Finnmark är därför på nytt uppdelat i Troms fylke respektive Finnmark fylke sedan den 1 januari 2024.

## Näringsliv
Fiske betyder mycket för fylkets ekonomi. Tidigare var detta ofta kombinerat med jordbruk, men i dag är inte detta så vanligt. Andra viktiga näringar är jordbruk och industri. Numera har arbetsmarknaden förändrats och i dag arbetar en stor del av invånarna i offentlig och privat serviceverksamhet eller affärsverksamhet.

Turismen har också blivit en viktig del av näringslivet, både sommartid och på vintern.

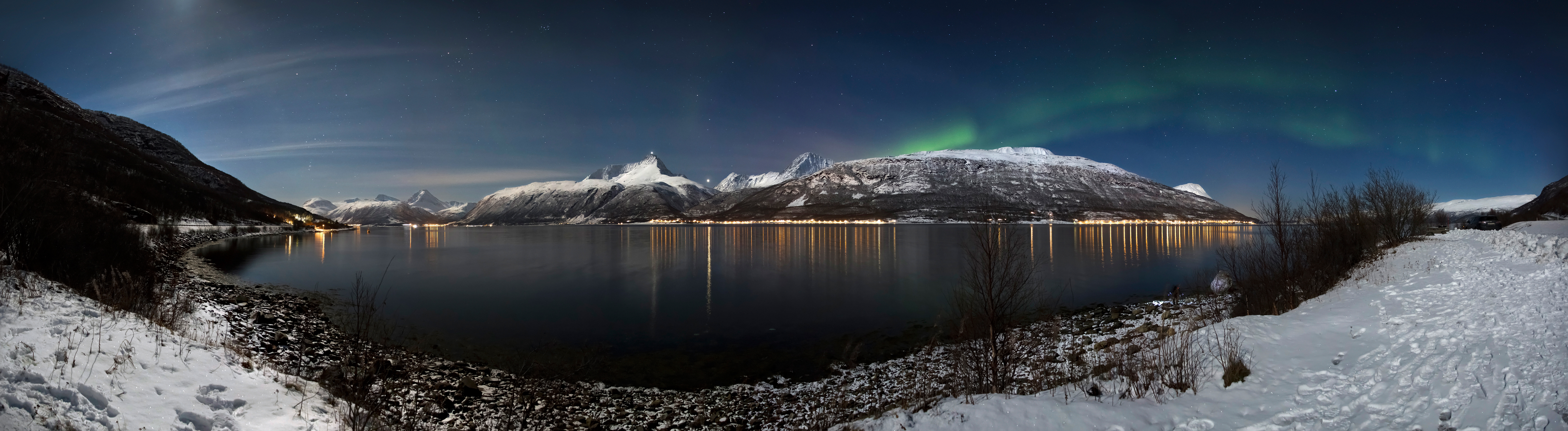
Norrsken över Storfjorden och Lyngsalperna.

## Kommunikationer
Alla stora öar har broförbindelse. Många Övriga befolkade öar har förbindelse med bilfärjor. Hurtigruten är viktig både för turismen och för gods. Hurtigruten anlöper i Troms Harstad, Finnsnes, Tromsø och Skjervøy. Flygplatser finns i Tromsø (Tromsø flygplats), utanför Harstad (Evenes lufthaven), Bardufoss (Bardufoss flygplats) och Sørkjosen (Sørkjosens flygplats). Vägnätet är relativt bra med E6, E8 och E10 som några av de största vägarna. Det går också snabba båtar mellan de största platserna.

## Kommuner
Sedan återupprättandet den 1 januari 2024 finns det 21 kommuner i Troms fylke.
- Balsfjords kommun
- Bardu kommun
- Dyrøy kommun
- Gratangens kommun
- Harstads kommun
- Ibestads kommun
- Karlsøy kommun
- Kvæfjords kommun
- Kvænangens kommun
- Kåfjords kommun
- Lavangens kommun
- Lyngens kommun
- Målselvs kommun
- Nordreisa kommun
- Salangens kommun
- Senja kommun
- Skjervøy kommun
- Storfjords kommun
- Sørreisa kommun
- Tjeldsunds kommun
- Tromsø kommun

Senja kommun bildas den 1 januari 2020 genom sammanslagning av kommunerna Lenvik, Torsken, Berg och Tranøy.

## Tätorter
Detta är de största av totalt 42 tätorter den 1 januari 2017. Observera att Statistisk Sentralbyrå i Norge använder en tätortsdefinition som medför att Nordnorges största stad, Tromsø, består av tre tätorter, Tromsø, Tromsdalen och Kvaløysletta. Invånarantalet för dessa tre, alltså Tromsø stad, var 1 januari 2017 64 448.
| Tätort       | Nuvarande kommun | Folkmängd | Areal (km²) | Befolkningstäthet (per km²) | Koordinater                         |
| ------------ | ---------------- | --------- | ----------- | --------------------------- | ----------------------------------- |
| Tromsø       | Tromsø           | 38 980    | 13,12       | 2 971                       | 69°40′N 18°57′Ö / 69.667°N 18.950°Ö |
| Harstad      | Harstad          | 20 953    | 11,15       | 1 879                       | 68°47′N 16°33′Ö / 68.783°N 16.550°Ö |
| Tromsdalen   | Tromsø           | 16 787    | 5,01        | 3 351                       | 69°39′N 19°01′Ö / 69.650°N 19.017°Ö |
| Kvaløysletta | Tromsø           | 8 681     | 3,12        | 2 782                       | 69°41′N 18°49′Ö / 69.683°N 18.817°Ö |
| Finnsnes     | Senja            | 4 658     | 3,27        | 1 424                       | 69°14′N 18°01′Ö / 69.233°N 18.017°Ö |
| Setermoen    | Bardu            | 2 464     | 3,00        | 821                         | 68°52′N 18°21′Ö / 68.867°N 18.350°Ö |
| Skjervøy     | Skjervøy         | 2 460     | 1,29        | 1 907                       | 70°02′N 20°58′Ö / 70.033°N 20.967°Ö |
| Storslett    | Nordreisa        | 1 837     | 1,63        | 1 127                       | 69°46′N 21°02′Ö / 69.767°N 21.033°Ö |
| Silsand      | Senja            | 1 583     | 1,03        | 1 537                       | 69°15′N 17°56′Ö / 69.250°N 17.933°Ö |
| Sørreisa     | Sørreisa         | 1 538     | 1,64        | 938                         | 69°09′N 18°09′Ö / 69.150°N 18.150°Ö |
| Borkenes     | Kvæfjord         | 1 508     | 1,03        | 1 464                       | 68°46′N 16°10′Ö / 68.767°N 16.167°Ö |
| Storsteinnes | Balsfjord        | 1 076     | 1,10        | 978                         | 69°14′N 19°14′Ö / 69.233°N 19.233°Ö |
| Andselv      | Målselv          | 1 030     | 0,67        | 1 537                       | 69°04′N 18°32′Ö / 69.067°N 18.533°Ö |
| Heggelia     | Målselv          | 970       | 1,55        | 626                         | 69°03′N 18°30′Ö / 69.050°N 18.500°Ö |
| Sørkjosen    | Nordreisa        | 864       | 0,79        | 1 094                       | 69°47′N 20°57′Ö / 69.783°N 20.950°Ö |
| Moen         | Målselv          | 847       | 0,89        | 952                         | 69°08′N 18°36′Ö / 69.133°N 18.600°Ö |
| Lyngseidet   | Lyngen           | 819       | 0,87        | 941                         | 69°34′N 20°13′Ö / 69.567°N 20.217°Ö |
| Evenskjer    | Tjeldsund        | 785       | 0,81        | 969                         | 68°35′N 16°35′Ö / 68.583°N 16.583°Ö |
| Sjøvegan     | Salangen         | 780       | 0,80        | 975                         | 68°52′N 17°51′Ö / 68.867°N 17.850°Ö |
| Andslimoen   | Målselv          | 545       | 0,74        | 736                         | 69°05′N 18°35′Ö / 69.083°N 18.583°Ö |
| Skibotn      | Storfjord        | 524       | 0,95        | 552                         | 69°23′N 20°17′Ö / 69.383°N 20.283°Ö |
| Ersfjordbotn | Tromsø           | 499       | 0,31        | 1 610                       | 69°42′N 18°37′Ö / 69.700°N 18.617°Ö |
| Hansnes      | Karlsøy          | 493       | 0,49        | 1 006                       | 69°58′N 19°37′Ö / 69.967°N 19.617°Ö |
| Ibestad      | Ibestad          | 474       | 0,70        | 677                         | 68°47′N 17°10′Ö / 68.783°N 17.167°Ö |
| Nordkjosbotn | Balsfjord        | 464       | 0,70        | 663                         | 69°13′N 19°34′Ö / 69.217°N 19.567°Ö |
| Burfjord     | Kvænangen        | 405       | 0,54        | 750                         | 69°56′N 22°03′Ö / 69.933°N 22.050°Ö |

## Städer
I Troms fylke finns fyra städer:
- Bardufoss
- Finnsnes
- Harstad
- Tromsø (residensstad)